# فهرست ویدئوهای یوتیوب با بیشترین دیس‌لایک

YouTube Rewind 2018 منفورترین ویدیو در یوتیوب است که از زمان انتشار آن در ۶ دسامبر ۲۰۱۸، بیش از ۲۰ میلیون دیس‌لایک دریافت کرده‌است.

این مقاله، فهرستی از ویدیوهای یوتیوب با بیشترین دیس‌لایک را نشان می‌دهد که از پلی‌لیست‌های یوتیوب، و مستقیماً از صفحه ویدیو گرفته شده‌است. توجه داشته‌باشید که تعداد دیس‌لایک‌ها نشان‌دهنده عدم محبوبیت یک ویدیو نیست، و بهتر است درصد دیس‌لایک‌ها که در جدول ارائه شده، مدنظر گرفته‌شود (نسبت دیس‌لایک‌ها به مجموع تمام لایک‌ها و دیس‌لایک‌ها در ۱۰۰)؛ زیرا به عنوان مثال ویدیوی «بچه کوسه»، با اینکه در فهرست ویدئوهای یوتیوب با بیشترین لایک قرار گرفته، اما با توجه به دیس‌لایک‌ها در این فهرست نیز جای می‌گیرد.
در ۱۰ نوامبر ۲۰۲۱، یوتیوب نمایش دیس‌لایک‌های ویدیوها را خصوصی کرد. این اعلامیه و به روز رسانی به‌طور گسترده توسط کاربران یوتیوب، از جمله سازندگان و یکی از بنیانگذاران یوتیوب، جاوید کریم، مورد انتقاد قرار گرفت؛ به این دلیل که این قابلیت به کاربران اجازه می‌داد فوراً ویدیوهای تقلبی، غیر مفید، خطرناک، صریح، تبعیض آمیز و به‌طور کلی بی‌کیفیت را شناسایی و از تماشای آن امتناع کنند. با این حال، برخی از افزونه‌های نرم‌افزاری وجود دارند که این امکان را می‌دهد دیس‌لایک‌های تخمینی فعلی را کاربر در ویدیوها کماکان مشاهده کند.

## فهرست ویدیوها
N/A نشان دهنده ویدیوهایی است که پس از ۱۳ دسامبر ۲۰۲۱ و به روز رسانی دیس‌لایک یوتیوب منتشر شده‌اند.
| رتبه              | عنوان ویدیو                                      | آپلودکننده یا هنرمند           | دیس‌لایک‌های تخمینی (میلیون) | تعداد دیس‌لایک‌ها (قبل از پنهان‌شدن) (میلیون) | دیس‌لایک‌ها (%) | تاریخ آپلود   | نوع ویدیو                |
| ----------------- | ------------------------------------------------ | ------------------------------ | -------------------------- | ------------------------------------------ | ------------- | ------------- | ------------------------ |
| ۱                 | †«تلافی 😂»                                      | لوکاس و مارکوس                 | ۵۳٫۸۴                      | N/A                                        | ۷۷٫۷۰٪        | ۲۶ ژوئیه ۲۰۲۲ | YouTube Shorts           |
| ۲                 | †"Wakt wakt ki baat h 😎🔥"                      | بابی کورسیا                    | ۲۹٫۰۸                      | N/A                                        | ۶۸٫۳۸٪        | ۹ مه ۲۰۲۲     | YouTube Shorts           |
| ۳                 | *†"تحدیات تیک توک 😂"                            | لند استارز                     | ۲۲                         | N/A                                        | ۶۰٪           | ۱۹ مارس ۲۰۲۲  | YouTube Shorts           |
| ۴                 | †"YouTube Rewind 2018: Everyone Controls Rewind" | یوتیوب                         | ۲۰٫۲۶                      | ۱۹٫۹۴۳                                     | ۸۶٫۶۰         | ۶ دسامبر ۲۰۱۸ | یوتیوب ریوایند           |
| ۵                 | «بچه کوسه»                                       | پینگفونگ                       | ۱۸٫۱۵                      | ۱۴٫۹۷۲                                     | ۳۱٫۷۱٪ *      | ۱۷ ژوئن ۲۰۱۶  | Music video for children |
| ۶                 | «بیبی»                                           | جاستین بیبر با همکاری لوداکریس | ۱۴٫۳۷                      | ۱۲٫۴۷۶                                     | ۳۸٫۲۶٪        | ۱۹ فوریه ۲۰۱۰ | نماهنگ                   |
| ۷                 | † «تریلر خیابان ۲»                               | فاکس استار استودیوز            | ۱۳٫۷۴                      | ۱۳٫۶۶۷                                     | ۹۴٫۸۶٪        | ۱۲ اوت ۲۰۲۰   | Movie trailer            |
| ۸                 | «جانی جانی یس پاپا»                              | لولو کیدز                      | ۱۳                         | ۱۱٫۹۵۴                                     | ۴۰٫۷۶٪ *      | ۸ اکتبر ۲۰۱۶  | Music video for children |
| ۹                 | «آهنگ حموم»                                      | کوکوملون                       | ۱۱٫۵۰                      | ۸٫۹۴۱                                      | ۴۱٫۸۷٪        | ۲ مه ۲۰۱۸     | Music video for children |
| ۱۰                | †"YouTube Rewind 2019: For the Record"           | یوتیوب                         | ۹٫۶۲                       | ۹٫۵۸۷                                      | ۷۳٫۳۰٪        | ۵ دسامبر ۲۰۱۹ | یوتیوب ریوایند           |
| تا ۲۸ ژانویه ۲۰۲۳ |                                                  |                                |                            |                                            |               |               |                          |